# Coccostromopsis palmicola
Coccostromopsis palmicola är en svampart som först beskrevs av Speg., och fick sitt nu gällande namn av K.D. Hyde & P.F. Cannon 1999. Coccostromopsis palmicola ingår i släktet Coccostromopsis och familjen Phyllachoraceae.   Inga underarter finns listade i Catalogue of Life.